# Marius Bülter
Marius Bülter, né le 29 mars 1993 à Ibbenbüren, est un footballeur allemand qui joue au poste d'attaquant à FC Cologne.

## Biographie
Issu du football amateur allemand après avoir évolué en sixième, cinquième et quatrième division, Marius Bülter découvre le monde professionnel et la deuxième division allemande en 2018 en s'engageant avec le FC Magdebourg.
Après une première saison plutôt convaincante pour une première à ce niveau, il rejoint l'Union Berlin tout juste promu dans l'élite du football allemand, la Bundesliga.
Lors de sa première saison en Bundesliga avec l'Union Berlin, il devient la révélation de la saison en inscrivant 7 buts en 32 rencontres de championnat.
Le 26 juin 2021, il s'engage avec le club de Schalke 04, tout juste relégué en deuxième division.

## Statistiques
| Saison                | Club                  | Championnat           | Championnat | Championnat | Championnat | Coupe(s) nationale(s) | Coupe(s) nationale(s) | Coupe(s) nationale(s) | Compétition(s) continentale(s) | Compétition(s) continentale(s) | Compétition(s) continentale(s) | Compétition(s) continentale(s) | Total | Total | Total |
| Saison                | Club                  | Division              | M.          | B.          | P.d.        | M.                    | B.                    | P.d.                  | Comp.                          | M.                             | B.                             | P.d.                           | M.    | B.    | P.d.  |
| 2012-2013             | Eintracht Rheine (de) | Westfalenliga         | -           | -           | -           | 3                     | 0                     | 0                     | -                              | -                              | -                              | -                              | 3     | 0     | 0     |
| 2013-2014             | SuS Neuenkirchen (de) | Oberliga              | 32          | 13          | 13          | -                     | -                     | -                     | -                              | -                              | -                              | -                              | 32    | 13    | 13    |
| 2014-2015             | SV Rödinghausen (de)  | Regionalliga          | 30          | 8           | 3           | -                     | -                     | -                     | -                              | -                              | -                              | -                              | 30    | 8     | 3     |
| 2015-2016             | SV Rödinghausen (de)  | Regionalliga          | 30          | 7           | 7           | 1                     | 0                     | 0                     | -                              | -                              | -                              | -                              | 31    | 7     | 7     |
| 2016-2017             | SV Rödinghausen (de)  | Regionalliga          | 24          | 4           | 4           | 4                     | 0                     | 1                     | -                              | -                              | -                              | -                              | 28    | 4     | 5     |
| 2017-2018             | SV Rödinghausen (de)  | Regionalliga          | 30          | 20          | 4           | 1+2                   | 0+0                   | 0+0                   | -                              | -                              | -                              | -                              | 33    | 20    | 4     |
| Sous-total            | Sous-total            | Sous-total            | 114         | 39          | 18          | 8                     | 0                     | 1                     | -                              | -                              | -                              | -                              | 122   | 39    | 19    |
| 2018-2019             | FC Magdebourg         | 2. Bundesliga         | 32          | 4           | 4           | 1                     | 0                     | 0                     | -                              | -                              | -                              | -                              | 33    | 4     | 4     |
| 2019-2020             | Union Berlin (prêt)   | Bundesliga            | 32          | 7           | 1           | 4                     | 0                     | 4                     | -                              | -                              | -                              | -                              | 36    | 7     | 5     |
| 2020-2021             | Union Berlin          | Bundesliga            | 26          | 1           | 0           | 2                     | 0                     | 0                     | -                              | -                              | -                              | -                              | 28    | 1     | 0     |
| Sous-total            | Sous-total            | Sous-total            | 58          | 8           | 1           | 6                     | 0                     | 4                     | -                              | -                              | -                              | -                              | 64    | 8     | 5     |
| 2021-2022             | Schalke 04            | 2. Bundesliga         | 32          | 10          | 11          | 2                     | 2                     | 0                     | -                              | -                              | -                              | -                              | 34    | 12    | 11    |
| 2022-2023             | Schalke 04            | Bundesliga            | 33          | 11          | 1           | 2                     | 0                     | 0                     | -                              | -                              | -                              | -                              | 35    | 11    | 1     |
| Sous-total            | Sous-total            | Sous-total            | 65          | 21          | 12          | 4                     | 2                     | 0                     | -                              | -                              | -                              | -                              | 69    | 23    | 12    |
| 2023-2024             | TSG Hoffenheim        | Bundesliga            | 30          | 1           | 4           | 2                     | 1                     | 1                     | -                              | -                              | -                              | -                              | 32    | 2     | 5     |
| 2024-2025             | TSG Hoffenheim        | Bundesliga            | 25          | 7           | 3           | 2                     | 1                     | 0                     | C3                             | 4                              | 0                              | 0                              | 31    | 8     | 3     |
| Sous-total            | Sous-total            | Sous-total            | 55          | 8           | 7           | 4                     | 2                     | 1                     | -                              | 4                              | 0                              | 0                              | 63    | 10    | 8     |
| Total sur la carrière | Total sur la carrière | Total sur la carrière | 356         | 102         | 55          | 26                    | 4                     | 6                     | -                              | 4                              | 0                              | 0                              | 386   | 106   | 61    |

## Palmarès
| Schalke 04 (1)                                                                        |
| ------------------------------------------------------------------------------------- |
| Avec l'équipe professionnelle : - Championnat d'Allemagne de D2 (1) - Champion : 2022 |